# Refuge de la Croix de Pierre
Le refuge de la Croix de Pierre est un refuge de montagne de France situé en Savoie, sur la commune de Hauteluce, dans le massif du Beaufortain, au col de Véry. Il se situe sur le sentier des sentiers de grande randonnée de pays Tour du Beaufortain et Tour du Pays du Mont-Blanc.
Il tient son nom d'un monument, une croix en pierre, situé à quelques centaines de mètres au nord-est.

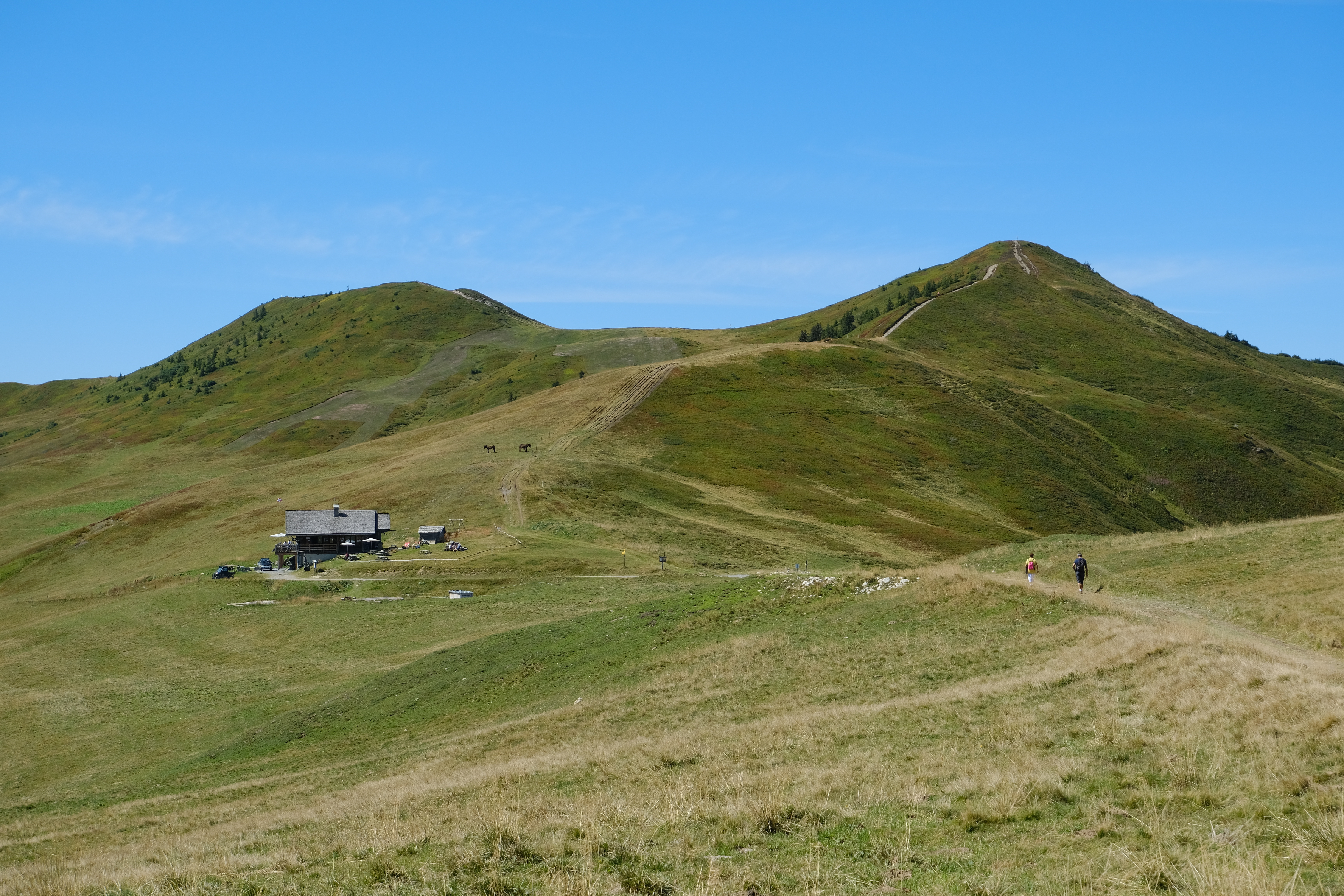
Le refuge dominé par le mont de Vorès.

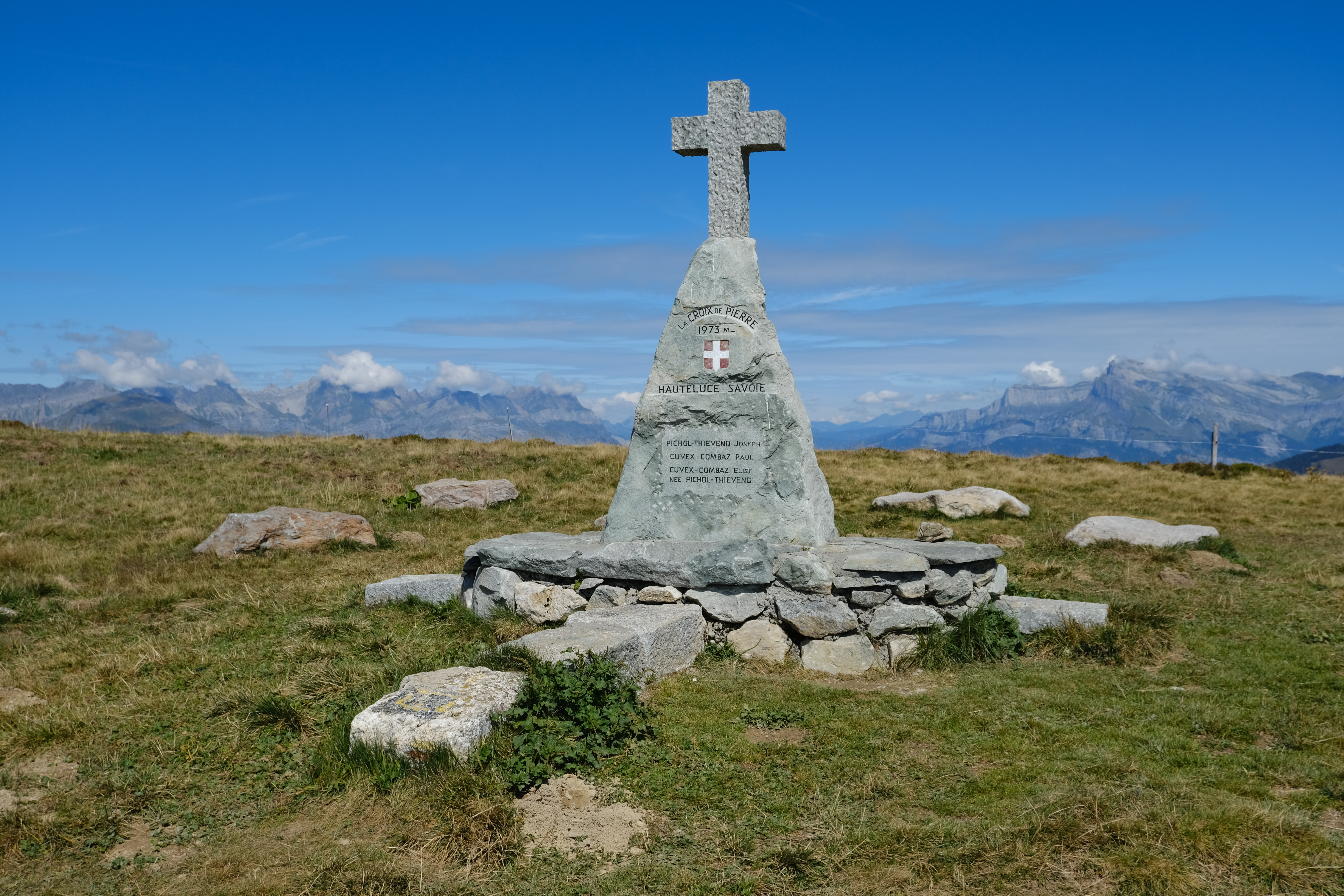
Le monument ayant donné son nom au refuge.